# Belketre
Belketre, parfois orthographié Belkètre, est un groupe de black metal français, originaire de Bergerac, en Dordogne. Le groupe appartient au cercle des Légions Noires (LLN), actif musicalement jusqu'en 1996,. Ses membres fondateurs Ääkon Këëtrëh et Vordb Dreagvor Uezeerb sont également impliqués dans plusieurs autres formations des LLN, notamment Black Murder, Torgeist, Moëvöt et Brenoritvrezorkre. Après sa séparation en 1996, Belketre est reformé en 2014.

## Biographie

### Avant Belkètre
Avant la formation de Belkètre, les deux musiciens ont acquis de l'expérience en jouant en 1989-1990 dans un groupe nommé Chapel of Ghouls (en référence au titre éponyme de Morbid Angel), puis en 1991 dans un trio jouant du thrash metal technique nommé Zelda (le nom vient d'un personnage du film Simetierre),. À partir de 1991, Vordb crée le projet solo Moëvöt, dans un genre expérimental. 

### 1993: premiers enregistrements
Vordb et Ääkon Këëtrëh forment le groupe Belketre en 1993, dans un style résolument black metal. Vordb est crédité pour les vocaux, percussions, guitares et basses, Këëtrëh pour les guitares rythmiques et "backing vocals". Plusieurs démos sont enregistrées entre 1993 et 1994, sur un magnétophone à quatre pistes. 
En 1995 sort la première publication officielle: l'album March to the Black Holocaust, un split partagé avec Vlad Tepes, autre groupe des LLN. Le critique Alexandre Guudrath considère que cet album est devenu « culte », et décrit les pistes de Bèlkètre comme « l'horreur humaine mise en musique », une muraille sonore aux ambiances noires et poisseuses.

### 1996: deuxième démo
En 1996, la production de la deuxième démo Ambre Zuerkl Vuordhrevarhtre marque la séparation de Belketre. Selon Vordb, il s'agit du couronnement de sa collaboration avec Këëtrëh. L'album est réédité au format CD par le label Tragic Empire Records en 2005.
Après la dissolution des LLN en 1997, Vordb enregistre en 1998 une démo de deux pistes en solo, Xèr.n O-r.iidr, avant de mettre Belketre en pause.
Après un hiatus de plusieurs années, Vordb enregistre en solo la sixième et ultime œuvre de Belketre, intitulée Ryan Èvn-a et publiée sur CD en 2015.

## Membres
- Ääkon Këëtrëh - chant, guitare, basse
- Vordb Dreagvor Uezeerb (aka Avaëthre) - chant, guitare, batterie

## Discographie

### Album studio
- 1995 : March to the Black Holocaust (CD, Embassy Productions)

### Singles
- 1993 : Twilight of the Black Holocaust (cassette, auto-production)
- 1994 : The Dark Promise (cassette, auto-production)[9]

### Démos
- 1993 : Bèlkètre (cassette, auto-production, comportant les 8 pistes qui figureront sur March to the Black Holocaust)
- 1996 : Ambre Zuerkl Vuordhrevarhtre (cassette, auto-production, comportant 13 pistes; rééditions CD par Tragic Empire Records et Goat Moon Worship Records en 2005; réédition digitale en 2023[8])
- 1998 : Xèr.n O-r.iidr édition digitale en 2023 (Kaleidarkness)| 1.    | Xèr.n O-r.iidr | 03:16 |
| 2.    | Èy-H.elgédr    | 03:24 |
| 06:40 |                |       |

### EP
- 2015 : Ryan Èvn-a (Kaleidarkness)| 1.    | Dévoré par le feu                       | 03:07 |
| 2.    | Atome élevé à la puissance              | 03:47 |
| 3.    | Explorateur d'un continent de tristesse | 03:49 |
| 4.    | Miroir d'un monde écarlate              | 05:51 |
| 5.    | Empli de répulsion                      | 05:54 |
| 6.    | Atome élevé à la puissance              | 03:42 |
| 7.    | Ryan Èvn-a                              | 04:10 |
| 30:24 |                                         |       |